# Keramidi
Keramidi (Grieks: Κεραμίδι ) is een dorp in Magnesia, Thessalië, Griekenland. Sinds de hervorming van de lokale overheid in 2011 maakt het deel uit van de gemeente Rigas Feraios. In 2011 had Keramidi 423 inwoners. 
Keramidi ligt op 284 meter boven zeeniveau en op ongeveer 5 kilometer van de Egeïsche Zee. Er is een asfaltweg die Keramidi met Kamari verbindt. Ook is er de haven bij het gehucht Agrilia, waar vissers nu hun boten aanmeren in plaats van het strand van Kamari.

## Geschiedenis
Er wordt aangenomen dat er een citadel was in het oude Griekenland ten tijde van Homerus, die Kastanea heette. Homerus noemt Kastanea als de plaats waar de Perzische vloot door een storm aan land werd gebracht. Er is een asfaltweg die Keramidi met Kamari verbindt. Ook is er de haven bij het gehucht Agrilia, waar vissers nu hun boten aanmeren in plaats van het strand van Kamari.
Er zijn de overblijfselen van een massief stenen, versterkt kasteel en een legende dat deze vloot schatten aan land gebracht en dat deze schat is begraven. Het Kastanea-kasteel ligt op de top van een klif aan zee. Keramidi zelf ligt hoger, aan de kant van een berg die niet gemakkelijk zichtbaar is vanaf de zee. In de 17e eeuw ontstond de gemeenschap van Keramidi die geïsoleerd was en niet werd beïnvloed door de Turken tijdens de 400-jarige bezetting van Griekenland door het Ottomaanse Rijk. 
Tot begin jaren vijftig was Keramidi over land alleen toegankelijk met muilezels en paarden. Sindsdien is de plaats bereikbaar via de weg. Kamari, wat de trots betekent, was de haven en het strand bij Keramidi. Kamari kent anno 2021 een van de minst vervuilde kusten en is uitgegroeid een zomervakantieplaats.